# フェルミ凝縮
フェルミ凝縮（フェルミぎょうしゅく、英: fermionic condensate）は、フェルミ粒子によって低温で形成される超流動相である。同様の条件下でボース粒子である原子によって形成される超流動相であるボース＝アインシュタイン凝縮と密接に関係している。フェルミ凝縮はボース粒子ではなくフェルミ粒子によって形成される点が、ボース＝アインシュタイン凝縮とは異なっている。
最初に認識されたフェルミ凝縮は、超伝導体における電子の状態を記述するものであった。フェルミ原子（フェルミ粒子である原子）のフェルミ凝縮に関する物理的性質も基本的には電子のフェルミ凝縮と類似するものである。初めての原子のフェルミ凝縮は、デボラ・S・ジンによって2003年に作られた。

## 背景

### 超流動
フェルミ凝縮は、物質の第六の状態であると言われている。これは、ボース＝アインシュタイン凝縮よりも低温度において実現する。フェルミ凝縮は超流動の一種である。その名前が示唆するように、超流動は、明確な形を持たず加えられた力によって流動するような、通常の液体および気体に類似する流体特性を持つ。しかしながら、超流動は通常の物質に現れないようないくつかの特性を持つ。例えば、それらはエネルギーを消散することなく低速で流動することができる。言わば、ゼロ粘度状態となる。より高速では、超流動が崩壊する媒質中の"穴"として作用する量子渦の形成によってエネルギーは消散する。
超流動は元々、1938年にピョートル・カピッツァ、John AllenおよびDon Misenerによって、液体ヘリウム4の中に発見された。ヘリウム4の中の超流動は、2.17 ケルビン (K) より低い温度で起こり、これはボース＝アインシュタイン凝縮と同じ機構でボース凝縮によって生じると長く理解されている。超流動ヘリウムとボース＝アインシュタイン凝縮の主要な違いは、前者は液体から凝縮するが後者は気体から凝縮する点である。

### フェルミ超流動
フェルミ粒子の超流動を作ることはボース粒子よりもかなり難しい。なぜなら、パウリの排他原理により複数のフェルミ粒子は同じ量子状態を占有することができないためである。しかしながら、フェルミ粒子から超流動を形成できるであろう良く知られた機構が存在する。これは、1957年にジョン・バーディーン、レオン・クーパー、およびロバート・シュリーファーによって超伝導を説明するために提唱されたBCS転移である。これらの著者は、ある温度以下で（フェルミ粒子である）電子はクーパー対として知られる束縛状態を形成する対になることができることを示した。固体のイオン格子を伴う衝突がクーパー対を壊すのに十分なエネルギーを供給できない限り、電子の流体はエネルギーを消散せずに流動することができる。その結果、それは超流動となり、その電子が流れる物体は超伝導体となる。
BCS理論は、超伝導を記述することに成功した。BCSの論文が公開されるとすぐ、ヘリウム3原子のような電子以外のフェルミ粒子によって構成された流体においても同様の現象が生じることが、理論家たちによって提唱された。これらの思索は、1971年、ダグラス・D・オシェロフによる実験がヘリウム3が0.0025 K以下で超流動になることを示したことによって確証された。そして、ヘリウム3の超流動はBCS理論と同様の機構によって生じることがすぐに検証された。 ヘリウム3超流動の理論は、超伝導のBCS理論よりも若干複雑である。この複雑性は、ヘリウム原子は電子よりもお互いの反発が非常に強いことに起因している。しかし基本的な考え方は同じである。

### 最初のフェルミ凝縮の生成
1995年にエリック・コーネルおよびカール・ワイマンがルビジウム原子からボース＝アインシュタイン凝縮を生成したとき、フェルミ粒子による同種の凝縮が自然に生じた。これはBCS機構により超流動を生じうるものであったが、当初の計算ではクーパー対を形成するには実現不可能な極低温が必要であると示された。2001年、JILAのMurray Hollandはこの困難を避ける方法を考案した。彼は、フェルミ原子を強い磁場にさらすことによって、対を形成するように誘導できるのではないかと考えた。
2003年、Hollandのアイデアについて研究していたJILAのデボラ・S・ジン、インスブルック大学のルドルフ・グリム、およびMITのヴォルフガング・ケターレはフェルミ原子でボース分子（ボース粒子である分子）を形成することに成功した。そして、これはボース＝アインシュタイン凝縮を生じた。しかしながら、これは真のフェルミ凝縮ではなかった。同年12月16日、ジンは、初めてフェルミ原子から凝縮物を生成することに成功した。その実験は、時変の磁場の中で5×10−8 Kに冷却された500,000のカリウム40原子を用いて行われた。この発見は、2004年1月24日のPhysical Review Lettersの電子版から出版された。

## フェルミ凝縮の例

### BCS理論
BCS理論は、超伝導をフェルミ凝縮により説明する。金属中の、互いに逆スピンをもつ電子対は、クーパー対と呼ばれるスカラー束縛状態を形成することができる。その時、束縛状態自体は凝縮物を形成する。このクーパー対は電荷を持つので、このフェルミ凝縮は超伝導の電磁ゲージ対称性を破る。これにより、超伝導状態のような電磁性質が生じる。

### QCD
カイラル凝縮 (英: chiral condensate) は、カイラル対称性の破れを伴う質量のないフェルミ粒子の理論において現れるフェルミ凝縮の一種である。量子色力学 (QCD) において、カイラル凝縮はクォーク凝縮とも呼ばれる。これはQCD真空の持つ性質であり、グルーオン凝縮のような他の凝縮とともにハドロンに質量を与える役目の一部を担っている。
Nクォークフレーバーについてクォーク質量の欠損を伴うQCDの近似版には、厳密なSU(N)xSU(N) カイラル対称性が存在する。QCD真空は、クォーク凝縮を形成することで、この対称性をSU(N) に破る。それゆえ、クォーク凝縮はこの制限の中でクォーク物質がいくつかの相の間を転移するための秩序パラメータである。
これは超伝導のBCS理論に非常によく似ている。クーパー対は擬スカラー中間子に類似する役割を果たす。しかしながら、真空はチャージを持たないため、全てのゲージ対称性は破れない。クォークの質量についての補正はカイラル摂動理論を用いて組み込むことができる。

### ヘリウム3超流動
ヘリウム3原子はフェルミ粒子であり、極低温でボース凝縮的な二原子クーパー対を形成し、超流動に凝縮する。これらのクーパー対は原子間距離よりもかなり大きい。